# Campionato mondiale maschile di pallacanestro 1963
Il IV campionato mondiale di pallacanestro maschile si è giocato dall'11 al 25 maggio 1963 a Rio de Janeiro, Belo Horizonte, Curitiba, San Paolo, Petrópolis.

## Classifica finale
| Campione del Mondo | Campione del Mondo | Campione del Mondo |
| --- | ------------------ | --- |
| Brasile4 Amaury, 5 Wlamir, 6 Bira, 7 Mosquito, 8 Paulista, 9 Rosa Branca, 10 Jatyr, 11 Menon, 12 Sucar, 13 Victor, 14 Waldemar, 15 Fritz, All. Kanela |                    | |
| Argento | Jugoslavia         | Jugoslavia4 Gordić, 5 Korać, 6 Rajković, 7 Kovačić, 8 Gjergja, 9 Ražnatović, 10 Daneu, 11 Petričević, 12 Eiselt, 13 Cvetković, 14 Đurić, 15 M. Nikolić, All. Aza Nikolić                |
| Bronzo | Unione Sovietica   | Unione Sovietica4 Minashvili, 5 Kalniņš, 6 Hladun, 7 Zubkov, 8 Ugrekhelidze, 9 Travin, 10 Lezhava, 11 Korneev, 12 Petrov, 13 Vol'nov, 14 Chrynin, 15 Ivanov, All. Aleksandr Gomel'skij  |
| 4. | Stati Uniti        | Stati Uniti4 Peterson, 5 Reed, 6 Gibson, 7 Adams, 8 Jackson, 9 Bowerman, 10 Torrence, 11 McCaffrey, 12 Ernst, 13 Shipp, 14 Smallwood, 15 Kojis, All. Garland Pinholster                 |
| 5. | Francia            | Francia4 Dorigo, 5 Vinson, 6 Gilles, 7 Degros, 8 Baltzer, 9 Le Ray, 10 Grange, 11 Mayeur, 12 Ré, 13 Rat, 14 Ruiz, 15 Lefèbvre, All. André Buffière                                      |
| 6. | Porto Rico         | Porto Rico4 McCadney, 5 Valle, 6 Gutiérrez, 7 Cancel, 8 Vicéns, 9 Torres, 10 Siragusa, 11 Bocachica, 12 Báez, 13 Droz, 14 Dijols, 15 Álvarez, All. José Garriga                         |
| 7. | Italia             | Italia4 Giomo, 5 Pellanera, 6 Lombardi, 7 Cescutti, 8 Bertini, 9 Vittori, 10 Riminucci, 11 Gatti, 12 Masini, 13 Gavagnin, 14 Vianello, 15 Dal Pozzo, All. Nello Paratore                |
| 8. | Argentina          | Argentina4 Lutringer, 5 Tulli, 6 Tozzi, 7 Domínguez, 8 Chazarreta, 9 Cacciamani, 10 Le Bihan, 11 Fruet, 12 De Simone, 13 García Moreno, 14 H. Oliva, 15 S. Oliva, All. Alberto Andrizzi |
| 9. | Messico            | Messico4 Heredia, 5 Castillo, 6 Camero, 7 Pontvianne, 8 Quintanar, 9 Izaguirre, 10 Grajeda, 11 Peña, 12 Torres, 13 Zea, 14 Vega, 15 Raga, All. Pedro Barba                              |
| 10. | Uruguay            | Uruguay4 Pisano, 5 Márquez, 6 Gómez, 7 Caneiro, 8 Ciavattone, 9 Roca, 10 Rial, 11 Blixen, 12 Gadea, 13 de León, 14 Ledesma, 15 di Matteo, All. Dante Méndez                             |
| 11. | Canada             | Canada4 Galanchuk, 5 Blacker, 6 Stephens, 7 Lilja, 8 West, 9 Tait, 10 Larsen, 11 Dirom, 12 Way, 13 McDonald, 14 Fester, 15 Inglis, All. Bob Hamilton                                    |
| 12. | Perù               | Perù4 E. Duarte, 5 Ri. Duarte, 6 Podestá, 7 Vargas, 8 Benalcázar, 9 Claudet, 10 A. Sangio, 11 T. Sangio, 12 Sevilla, 13 Saldarriaga, 14 Ra. Duarte, 15 Guzmán, All. Jim McGregor        |
| 13. | Giappone           | Giappone4 Nara, 5 Tsunoda, 6 Ōshima, 7 Wakabayashi, 8 Shiga, 9 Nakamura, 10 Okayama, 11 Masuda, 12 Yamaguchi, 13 Egawa, 14 Awano, 15 Moroyama, All. Shirō Yoshii                        |